# Polypedilum fallax
Polypedilum fallax är en tvåvingeart som först beskrevs av Oskar Augustus Johannsen 1905.  Polypedilum fallax ingår i släktet Polypedilum och familjen fjädermyggor. Det är osäkert om arten förekommer i Sverige. Inga underarter finns listade i Catalogue of Life.